# Bonnieville
Cet article possède un paronyme, voir Bonneville.
La ville de Bonnieville est située dans le comté de Hart, dans le Commonwealth du Kentucky, aux États-Unis. Sa population s’élevait à 255 habitants lors du recensement de 2010, estimée à 262 habitants en 2016.